# Colin O'Donoghue
Colin Arthur Geoffrey O'Donoghue (Drogheda; 26 de enero de 1981) es un actor irlandés. Es conocido por interpretar al capitán Killian "Garfio" Jones, en la serie de la cadena ABC Once Upon a Time.

## Biografía
Colin nació en Drogheda, en una familia católica.
Asistió a la Escuela de Alegría de Interpretación en Dublín. O'Donoghue fue a París cuando tenía 16 años y estuvo allí durante un mes para aprender el francés.
Está casado con Helen O'Donoghue. El 1 de agosto de 2013, nació su primer hijo Evan.
Participaba en una banda de nombre "The Enemies" como guitarrista pero debido a su falta de tiempo por la grabación de  Once Upon a Time debió salir de la banda.

## Carrera
O'Donoghue apareció como el duque Felipe de Baviera en la tercera temporada de Los Tudors. Hizo su debut en Hollywood junto a Anthony Hopkins en la película El rito en enero de 2011. O'Donoghue grabó una audición para "El rito" en el estudio casero de un amigo en Drogheda y la envió a USA.
En agosto de 2012, Colin obtuvo un papel recurrente en la serie de la ABC, Once Upon a Time como el Capitán Killian Jones, basado en el personaje del Capitán Garfio, creado por J. M. Barrie; el 4 de octubre de 2012, pasa a ser un actor principal de la serie.

## Filmografía

### Cine
| Películas | Películas                                 | Películas         | Películas     |
| Año       | Título                                    | Papel             | Notas 2       |
| --------- | ----------------------------------------- | ----------------- | ------------- |
| 2021      | Trollhunters: El Despertar de los Titanes | Douxie            | Protagonista  |
| 2018      | What Still Remains                        | Peter             | Protagonista  |
| 2016      | Carrie Pilby                              | Profesor Harrison | Posproducción |
| 2015      | The Dust Storm                            | Brennan           | Protagonista  |
| 2012      | Storage 24                                | Mark              | Protagonista  |
| 2011      | El rito                                   | Michael Kovak     | Protagonista  |
| 2011      | Identity                                  | John Bloom        | Secundario    |
| 2009      | Wild Decembers                            | Joven Guardia     | Secundario    |
| 2009      | The Euthanizer                            | Ben               | Secundario    |
| 2006      | 24/7                                      | Nick              | Protagonista  |
| 2003      | Call Girl                                 | Brendan           | Protagonista  |
| 2002      | Home for Christmas                        | Norman Quested    | Secundario    |

### Televisión
| Series de Televisión | Series de Televisión          | Series de Televisión           | Series de Televisión |
| Año                  | Título                        | Papel                          | Notas                |
| -------------------- | ----------------------------- | ------------------------------ | -------------------- |
| 2020                 | The Right Stuff (Disney Plus) | Gordon Cooper                  | Principal            |
| 2020                 | Wizards: Tales of Arcadia     | Douxie                         | Voz                  |
| 2012 - 2017          | Once Upon a Time              | Capitán Killian "Garfio" Jones | Principal            |
| 2009                 | Los Tudor                     | Duque Felipe de Baviera        | 1 Episodio           |
| 2006-2008            | The Clinic                    | Conor Elliott                  | Secundario           |
| 2005                 | Fair City                     | Emmett Fitzgerald              | 3 Episodios          |
| 2005                 | Proof                         | Jamie                          | 2 Episodios          |
| 2004                 | Love Is the Drug              | Peter                          | 2 Episodios          |
| 2001                 | Rebel Heart                   | Rowe                           | 1 Episodio           |

### Vídeos musicales
| Año  | Canción         | Intérprete      | Notas        |
| ---- | --------------- | --------------- | ------------ |
| 2015 | The Words       | Christina Perri | Protagonista |
| 2012 | Blood And Bones | SJ McArdle      | Guitarrista  |